# ارل آروندل
ارل آروندل (انگلیسی: Earl of Arundel) یکی از قدیمی‌ترین لقب‌ها برای اشراف انگلستان است که هم‌اکنون توسط دوک نورفک نگهداری می‌شود (به همراه ارل ساری) توسط وارث بلافصل به عنوان یک عنوان احترامی استفاده می‌شود.
در سال ۱۱۳۸ یا ۱۱۳۹ میلادی برای بارون فرانسوی ویلیام دوبینی این عنوان انتخاب شد. منشأ این عنوان اهدا املاکی شامل قلعه و بخش بزرگی از ساسکس بود که هنری یکم پادشاه انگلستان به آدلیزا لوون به همسر دومش بخشیده بود. پس مرگ شاه آدلیزا با ویلیام دوبینی ازدواج کرده و وی مالک آن سرزمین‌ها شده و و از حدود سال ۱۱۴۱ به عنوان ارل ساسکس، چیچستر، یا آروندل نامیده می‌شود. اولین حضور شناخته شده او به عنوان ارل در کریسمس ۱۱۴۱ است. تا اواسط قرن سیزدهم، ارل‌ها اغلب به عنوان ارل ساسکس نیز شناخته می‌شدند تا اینکه این عنوان از بین رفت.